# 基本能力評估
基本能力評估（英文：Basic Competency Assessments）是香港教育統籌委員會於2000年發布的教育改革報告書中提出的改革措施之一以及全港性系統評估TSA的改良版。2017年5月4日起，小學三年級由TSA轉用BCA。

## 學生評估
「學生評估」是一個網上的評估資源庫，為學校提供一套評估工具，幫助教師了解學生在中國語文、英國語文及數學科第一至第三學習階段基本能力的學習表現。教師可因應學生的學習需要和進度，並配合校內的評估機制靈活用，從而進一步提高學生的學習成效。「學生評估」的特色包括：
1. 設有網上的中央評估庫;
2. 設有網上評估活動; 及
3. 由電腦系統評核學生的表現，並提供即時評估報告，供教師參考。

教師可根據評估結果及對學生的整體認識，作適當的跟進，以促進學生的學習。

## 全港性系統評估
此評估由2004年開始，於每年六月舉行，目的是了解全港學生在中英數三科之水平，以期能改善學生在這幾個學科的能力，該評估並不計算學生個別的成績，僅用以評估學生整體狀況，與香港學科測驗相似。學校將會收到該校成績的報告。

## 另見
- 全港性系統評估